# Germarostes punctulatus
Germarostes punctulatus är en skalbaggsart som beskrevs av Ohaus 1911. Germarostes punctulatus ingår i släktet Germarostes och familjen Hybosoridae. Inga underarter finns listade i Catalogue of Life.